# Gerhard Weikum

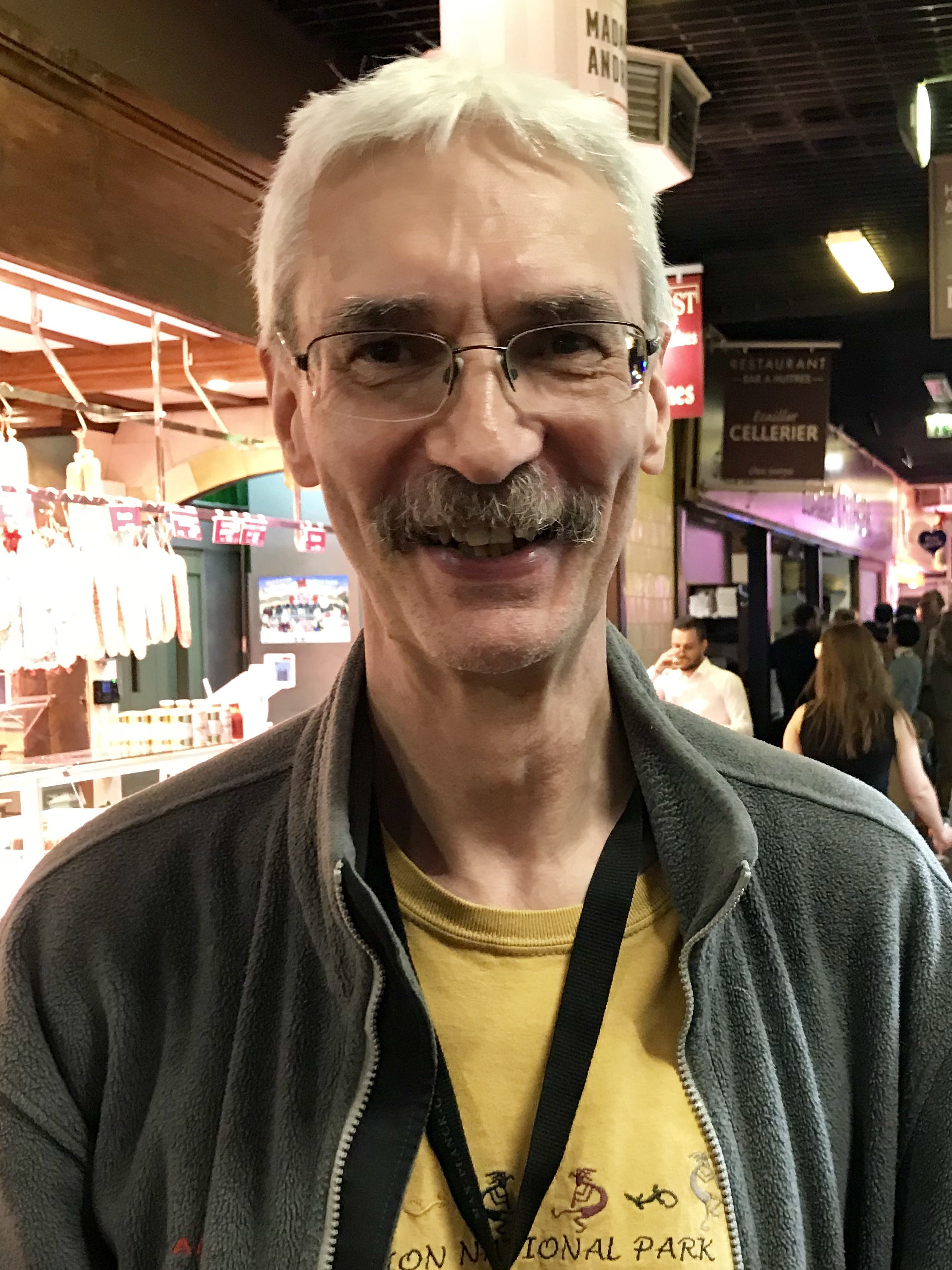
Gerhard Weikum (2018)

Gerhard Weikum (* 28. September 1957 in Frankfurt am Main) ist ein deutscher Informatiker und derzeit einer von fünf Direktoren am Max-Planck-Institut für Informatik in Saarbrücken.

## Leben
Weikum schloss ein Informatikstudium an der TU Darmstadt 1986 mit der Promotion ab. 1987 war er Hochschulassistent bzw. Postdoc an der TU Darmstadt, von 1988 bis 1989 war er bei MCC in Austin und von 1989 bis 1990 an der ETH Zürich tätig. Von 1990 bis 1994 lehrte er an der ETH in Zürich als Professor für Informatik und wechselte danach an die Universität des Saarlandes in Saarbrücken, an der er bis 2003 wirkte. Seit 2003 ist er Direktor und wissenschaftliches Mitglied am Max-Planck-Institut für Informatik und seit 2004 Dekan der International Max Planck Research School for Computer Science.

## Forschungsschwerpunkte
- Verteilte Informationssysteme, Peer-to-Peer-Systeme
- Performance-Optimierung (automatic tuning) und Selbstorganisation (autonomic computing) von Datenbanksystemen
- Intelligente Organisation von und Suche in semistrukturierten Informationen

## Auszeichnungen und Preise (Auswahl)
- ERC Synergy Grant 2013, zusammen mit Peter Druschel, Michael Backes und Rupak Majumdar[1]
- ACM SIGMOD Contributions Award 2011[2]
- ACM Fellow 2005[3]
- CIDR 2005 Timeless Idea Award[4]
- VLDB 10-Year Award 2002[5]
- ACM SIGMOD Conference 1998 Best Paper Award (gemeinsames Paper mit David Lomet)
- Mitglied der Deutschen Akademie der Technikwissenschaften (Acatech)
- 2011 Mitglied der Academia Europaea[6]
- 2018 Mitglied der Deutschen Akademie der Naturforscher Leopoldina
- 2021 Konrad-Zuse-Medaille für Verdienste um die Informatik
- 2024 Ehrendoktor der Nationalen und Kapodistrias-Universität Athen[7]